# Grande Buddha della Thailandia

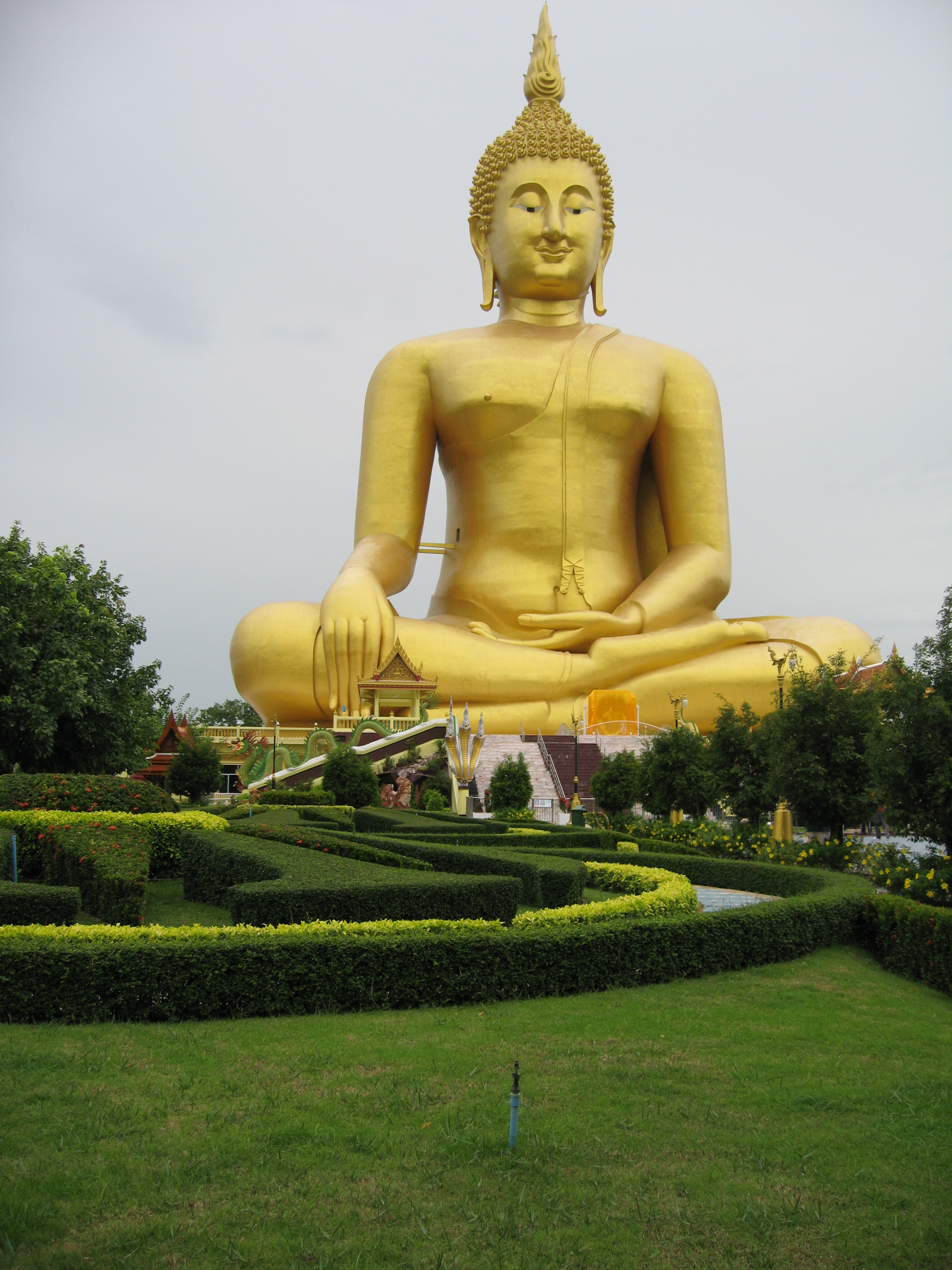
Il Grande Buddha

Il Grande Buddha della Thailandia (Phra Buddha Maha Nawamin o Mahaminh Sakayamunee Visejchaicharn), chiamato anche The Big Buddha, è una statua colossale sita in Thailandia, all'interno del monastero di Wat Muang, nella provincia di Ang Thong.

## Costruzione
I lavori di costruzione sono durati diciott'anni, dal 1990 al 2008.

## Altezza
Alta 92 metri, il Buddha era nel novembre 2018 la statua più alta della Thailandia e la nona più alta al mondo.

## Galleria d'immagini

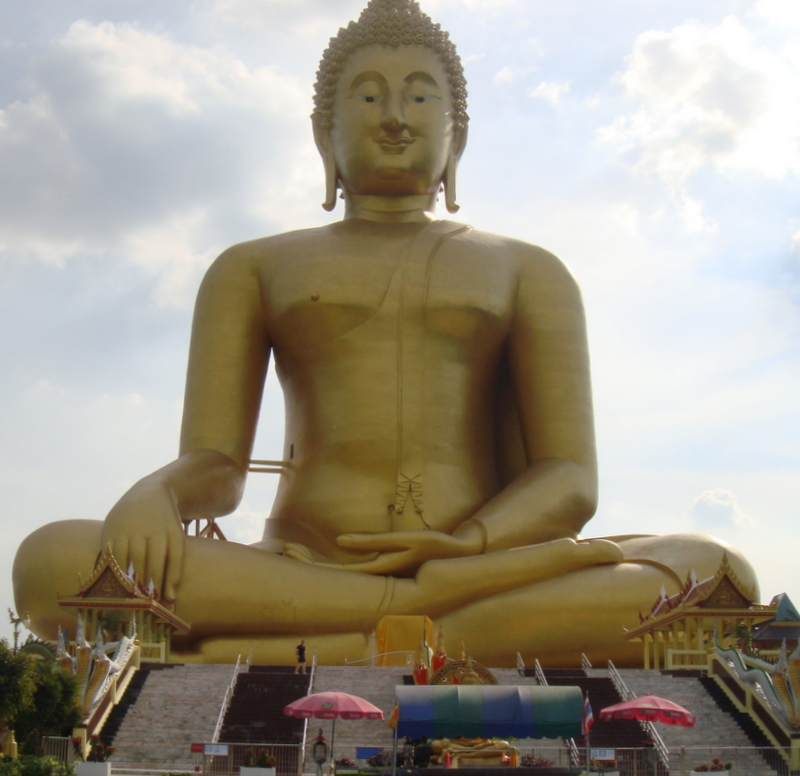
Prospetto frontale